# Quirnbach/Pfalz
Quirnbach/Pfalz település Németországban, Rajna-vidék-Pfalz tartományban. Lakosainak száma 534 fő (2023. december 31.).

## Népesség
A település népességének változása:
| Lakosok száma | 604  | 467  | 466  | 478  | 512  | 534  |
|               | 1975 | 2017 | 2019 | 2021 | 2022 | 2023 |